# 新清水火力発電所
新清水火力発電所（しんしみずかりょくはつでんしょ）は、静岡県静岡市清水三保3868-1にあった中部電力の石油火力発電所。

## 概要
1973年に1号機が運転を開始した。その後、老朽化に伴い2004年をもって廃止されたが、変電設備は貝島変電所として残されている。
1994年には構内に研究用のビオトープが設置され、その後一般公開されて1999年までに1万人の来場者を数えた。

## 廃止された発電設備
1号機（廃止）
定格出力：15.6万kW
使用燃料：重油、軽油
営業運転期間：1973年 - 2004年12月31日